# Université d'État de l'éducation physique, du sport, de la jeunesse et du tourisme de Russie
L'université d'état de l'éducation physique, du sport, de la jeunesse et du tourisme (en russe : Российский государственный университет физической культуры, спорта, молодёжи и туризма) est un établissement d'enseignement supérieur russe situé à Moscou. Il est fondé comme Institut de la culture physique en 1918, à l'initiative de Vera Velitchkina. L’université dispose de deux filiales, à Novotcheboksarsk et à Irkoutsk.

## Historique
En 1918, on installe l'établissement dans l'ancienne propriété d'Alexeï Razoumovski rue Matveï Kazakov dans le district Basmanny de Moscou.
En 1934, l'institut est décoré de l'ordre de Lénine.
Lors de la Seconde Guerre mondiale, les étudiants et le corps enseignant sont évacués à Sverdlovsk de 1941 à 1943.
Dans les années 1960, le campus universitaire s'enrichit d'un stade dans le district Izmaïlovo, l’œuvre de Nikolaï Kolli et Boris Iofane.
En 1968, on déménage son bâtiment principal sur le boulevard Sirenevy dans le district administratif est.
Son infrastructure comprend actuellement quatorze salles de sport, trois stands de tir, une patinoire, un stade de football, une piscine, dix surfaces de jeu au tennis. Au sein de l'université fonctionne un musée d'histoire des sports, l'académie olympique centrale, l'académie des sports de combat, une maison d'édition.